# Marquard Bohm
Pour les articles homonymes, voir Bohm.
Marquard Bohm né le 27 juin 1941 à Hambourg, et mort le 3 février 2006 à Wetter, est un acteur allemand.

## Biographie
Marquard Bohm est le frère cadet de l'acteur et réalisateur Hark Bohm. Bohm a été l'un des acteurs les plus célèbres du jeune cinéma allemand. Grâce à sa collaboration avec Rainer Werner Fassbinder, notamment dans Le Soldat américain (Der amerikanische Soldat)  et Gibier de passage (Wildwechsel), il s'est attiré l'attention internationale. Il a aussi travaillé avec son frère Hark ainsi qu'avec Rudolf Thome, Wim Wenders et Helmut Herbst. Son rôle dans Deadlock est remarquable, un western allemand post-moderne de Roland Klick. De 1986 à 2000, il a travaillé au Schauspielhaus de Bochum, sous la direction de Frank-Patrick Steckel et Leander Haussmann, où il s'était fait une spécialité des personnages bizarres, en particulier dans des productions de Jürgen Kruse et Frank Castorf.
Marquard Bohm est mort à Wetter, à la suite de problèmes de santé liés à une insuffisance cardiaque.

### Filmographie
- 1968 : Detektive de Rudolf Thome
- 1970 : Le Soldat américain (Der amerikanische Soldat) de Rainer Werner Fassbinder
- 1970 : Rouge sang (Rote Sonne) de Rudolf Thome
- 1970 : Deadlock de Roland Klick
- 1970 : Supergirl de Rudolf Thome
- 1971 : Prenez garde à la sainte putain (Warnung vor einer heiligen Nutte) de Rainer Werner Fassbinder
- 1973 : Tschetan, der Indianerjunge de Hark Bohm
- 1973 : Tous les autres s'appellent Ali (Angst essen Seele auf) de Rainer Werner Fassbinder
- 1975 : Le Droit du plus fort (Faustrecht der Freiheit) de Rainer Werner Fassbinder
- 1976 : Par ici la bonne soupe (Umarmungen und andere Sachen) de Jochen Richter
- 1976 : Le Rôti de Satan (Satansbraten) de Rainer Werner Fassbinder
- 1976 : Au fil du temps (Im Lauf der Zeit)  de Wim Wenders
- 2000 : L'Amour, l'Argent, l'Amour de Philip Gröning

### Télévision
- 1973 : Gibier de passage (Wildwechsel), de Rainer Werner Fassbinder